# 双辽薹草
双辽薹草（学名：Carex platysperma）是莎草科薹草属的植物，为中国的特有植物。分布于中国大陆的吉林等地，生长于海拔200米的地区，常生于草原湿地。

## 变种
- 松花江薹草（学名：Carex platysperma var. sungareensis）是莎草科薹草属双辽薹草的变种。分布于中国大陆的黑龙江等地，一般生于沼泽或湿地。